# 张渊 (北魏)
张渊（?—?），南北朝时北魏方术家、星占家、辞赋散文家，家乡不详，唐代史书为避讳李渊称之为张深。

## 生平
张渊通晓占候之术，晓内外星分。自称曾侍奉前秦苻坚，并劝阻他南下攻打东晋。又仕后秦姚兴，担任灵台令。在夏国担任太史令。北魏太武帝击败赫连昌，平定夏都统万（今陕西靖边东北白城子），张渊被北魏俘获。太武帝用他为太史令，专守占卜，多次被皇帝询问。429年，通过占候不利之说，劝魏太武帝不要攻打柔然，群臣都赞同他的观点，只有司徒崔浩异议，太武帝听从崔浩之议，大破柔然。张渊官至骠骑军谋祭酒。著有《观象赋》，里面记载星文比较完备。